# Isabel Pintor Maya
Isabel Pintor Maya (Hortaleza, Madrid; 10 d'octubre de 1973) és una actriu de televisió i teatre espanyola.

## Biografia
Va estudiar psicologia a la Universitat Autònoma de Madrid fins al tercer curs, i va acabar la carrera a Estocolm. El teatre que va veure a Suècia i la seva experiència personal allí va despertar el seu desig de ser actriu. Així que en tornar a Espanya va decidir compaginar la seva formació en psicologia amb la d'Art Dramàtic al Laboratori Teatral de Madrid, on va conèixer al seu veritable mestre José Carlos Plaza.
Gràcies a José Carlos va poder debutar en L'avar de Molière, protagonitzada per Rafael Álvarez "El Brujo", al costat de Berta Riaza, amb la que va compartir escenari durant un any. Va treballar en diverses obres: “Crim i Càstig” dirigida també per José Carlos Plaza, “La Celestina” dirigida per Joaquín Vida, “Top Girls”, dirigida per Magüi Mira. Al mateix temps que participava en aquestes obres, va decidir crear els seus propi espectacles de petit format començant per Las Engendras Televisivas, amb Esperanza Pedreño.
En 2001 va aconseguir una beca Fulbright per a acabar els seus estudis d'Art Dramàtic a Nova York. Allí va fer un any d'estudis d'Interpretació i Direcció d'Actors en el “HB Studio” de Nova York amb William Carden i Austin Pendleton, entre d'altres. Per a ella va ser una experiència molt enriquidora, tant a nivell personal com professional.
Quan va tornar a Madrid va treballar a  Pentesilea de Peter Stein, El Sueño de una noche de verano de Miguel Narros i El Burlador de Sevilla d'Emilio Hernández. En 2005 va participar en la sèrie de televisió Agitación + IVA de Telecinco. Va dirigir diversos muntatges teatrals Tus amigos nunca te harían daño de Santiago Roncagliolo, Camas y mesas d'Emilio Williams i Mi gemela es hija única.
En 2010, va unir les seves facetes de psicòloga i actriu fent classes de Comunicació no verbal a l'Institut Laureano Cuesta, i treballa en sessions de psicodrama amb la psicòloga María Muñoz Grandes.
També va treballar en el món del periodisme com a comentarista teatral en el programa Es la noche de César a Libertad Digital Televisión juntament amb l'escriptor i periodista César Vidal.

## Trajectòria

### Teatre
- 2011: Las novias de Travolta, de Josu Ormaetxe com Lucía
- 2011: Camas y mesas de Isabel Pintos com Mar
- 2010: ¡A saco! de Cuco Afonso com Pati
- 2008-2009: El burlador de Sevilla d'Emilio Hernández com Isabela
- 2006: La venganza de Petra de J.L. Moreno com Petra
- 2004: Yo, Claudio de Jośe Carlos Plaza com Mesalina
- 2003: El sueño de una noche de Miguel Narros com Helena
- 2002: Bodas de sangre de Yerma com Criada
- 2002: Penthelisea de Peter Stein com Amazona
- 2001: Top Girls de Magüi Mira com Janine
- 2000: Las engendras Televisivas de Raquel Toledo
- 1999: La noche de Joaquín Vida com Claudia
- 1999: La celestina de Joaquín Vida com Areúsa
- 1998: Crimen y castigo de José Carlos Plaza com Dunia
- 1997: El avaro de José Carlos Plaza com Mariana

### Televisió
- 2009: Mi gemela es hija única a Telecinco com Paqui
- 2006: A tortas con la vida a Antena 3 - Personatge episòdic
- 2005-2006: Agitación + IVA a Telecinco - Diversos personatges

Aparicions a: Doctor Mateo, Impares, Los misterios de Laura, Matrimonio con Hijos, 7 vidas, El comisario, Aquí no hay quien viva, Mis adorables vecinos, Sopaboba, Una nueva vida, Cuéntame, El grupo, Robles investigador, El súper

### Llargmetratges
- 2007: Salir pitando d'Álvaro Fernández Armero
- 2002: Días de fútbol de David Serrano
- 2001: Amor, curiosidad prozac y dudas de Miguel Santesmases
- 1996-1997: Casting, agujetas en el alma de Fernando Merinero

### Curtmetratges
- 2007: Del Blanco al negro de Gerardo Herrero
- 2004: Crímenes ejemplares de Carlos Grau
- 2001: Brasil de Javier Gutiérrez
- 1996: Los huracanes, el surf, y los sioux de Tomás Fernández

## Premis
| Premis                    | Any                    | Categoria                | Obra                            | Personatge | Resultat   |
| ------------------------- | ---------------------- | ------------------------ | ------------------------------- | ---------- | ---------- |
| Premis Unión de Actores   | 2004                   | Millor actriu secundària | Yo, Claudio                     | Mesalina   | Guanyadora |
| Premis Unión de Actores   | 2003                   | Millor actriu secundària | El sueño de una noche de verano | Helena     | Nominada   |
| Festival Pasadeña Logroño | Espectacle             | -                        | Las engendras televisivas       |            | Guanyadora |
| Maratón Café Teatro CAM   | Interpretació femenina | -                        | Las engendras televisivas       |            | Guanyadora |